# Sonja Pape
Sonja Pape, auch Pape-Siebert (* 24. Mai 1932 in Essen; † 30. Januar 1997) war ein Mitglied der Hamburgischen Bürgerschaft für die SPD.

## Leben
Sonja Pape, Tochter eines Elektro-Schweißers, besuchte das Reform-Realgymnasium für Jungen in Arolsen im Landkreis Waldeck. Sie machte anschließend eine Berufsausbildung als Anwaltsgehilfin und schrieb erste Texte für die Neue Ruhrzeitung (NRZ).
Ohne Volontariat fand sie langsam den beruflichen Einstieg in den Journalismus. 1963 wurde sie als Redakteurin der Testzeitschrift DM in Stuttgart angestellt. 1966 heiratete sie den Graphiker Hans-Jochen Pape und bekam einen Sohn. Die Ehe wurde 1975 geschieden.
Später arbeitete sie für verschiedene Frauenzeitschriften: Constanze, Für Sie, Brigitte, Cosmopolitan. Sie schrieb vor allem sozialkritische Berichte. Als Cosmopolitan diese Thematik 1981 weitgehend aufgab, wagte Sonja Pape den Sprung in den freien Journalismus. 1982 gehörte sie zu den Gründern der „linksgerichteten“ Hamburger Rundschau.

## Politik
Pape engagierte sich als SPD-Mitglied zunehmend in der Arbeitsgemeinschaft Sozialdemokratischer Frauen (ASF), stieg in deren Landesvorstand auf und war für Pressepolitik zuständig. Im Januar 1983 wurde sie Abgeordnete der Hamburger Bürgerschaft. Sie kümmerte sich vor allem um den Ausschuss für die Gleichstellung der Frau, den Gesundheitsausschuss und den Ausschuss für die Rechte der Ausländer. Im September 1986 legte sie ihr Bürgerschaftsmandat aus familiären Gründen nieder.

## Werke
- Genug gejammert. Oder verraten die Frauen den Feminismus? Eine Streitschrift. Dietz-Verlag, Bonn 1984. ISBN 3-8012-0091-4
- Heimchen am Computer (Film 1985 - Quelle youtube)